# آکس‌بریج (ماساچوست)
آکس بریج از شهرهای ایالت متحده امریکاست، جمعیت آن در سال ۲۰۰۹ میلادی ۱۳٬۲۴۷ بود. «لیدیا تافت» نخستین زن رای دهنده در سال ۱۷۵۶ در این شهربه پای صندوق رای رفت. این شهر یکی از نخستین مراکز نساجی در امریکا بود. این شهر مرکز Blackstone River Valley &National historic Corridor و زادگاه صنعت ایالت متحده امریکا است.

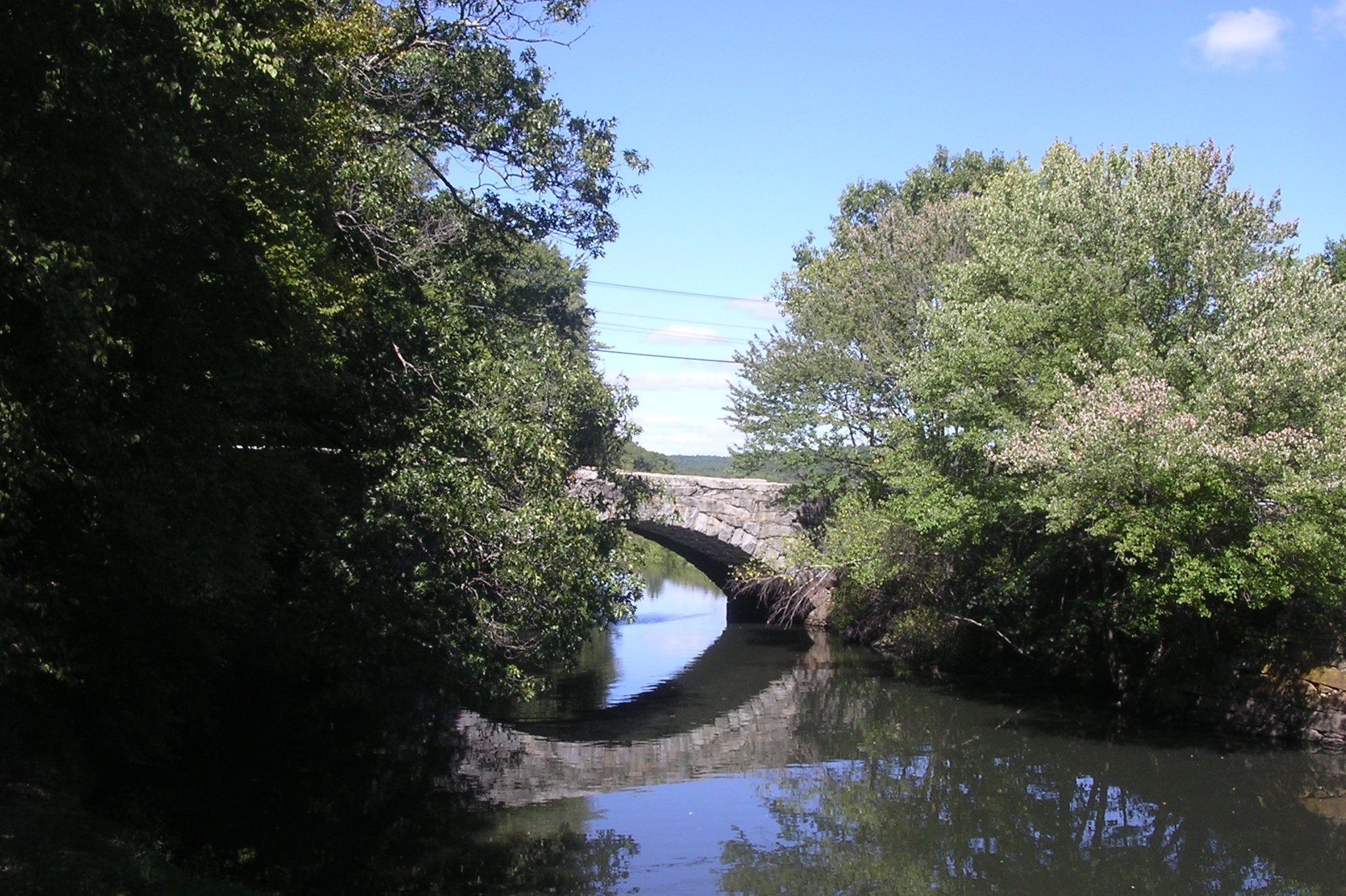